# Gymnosoma desertorum
Gymnosoma desertorum är en tvåvingeart som först beskrevs av Boris Borisovitsch Rohdendorf 1947.  Gymnosoma desertorum ingår i släktet Gymnosoma och familjen parasitflugor. Inga underarter finns listade i Catalogue of Life.